# Supermercados Masymas
Supermercados Masymas es una marca comercial de cuatro empresas:
- Hijos de Luis Rodríguez, S.A.  en Asturias y León
- Juan Fornés Fornés, S.A. en Castellón, Valencia, Alicante y Murcia.
- Sucesores de Pedro Soriano Buforn, S.L. en Alicante y Valencia.
- Luis Piña, S.A. en Córdoba y Jaén.

En 2018 la empresa Fragadis compra Sucesores de Pedro Soriano que poco después abandona la marca Masymas para pasar a operar bajo la enseña Spar. 
Cuenta con varios premios INVAC a la mejor carnicería.

## Historia
HIJOS DE LUIS RODRÍGUEZ S.A.

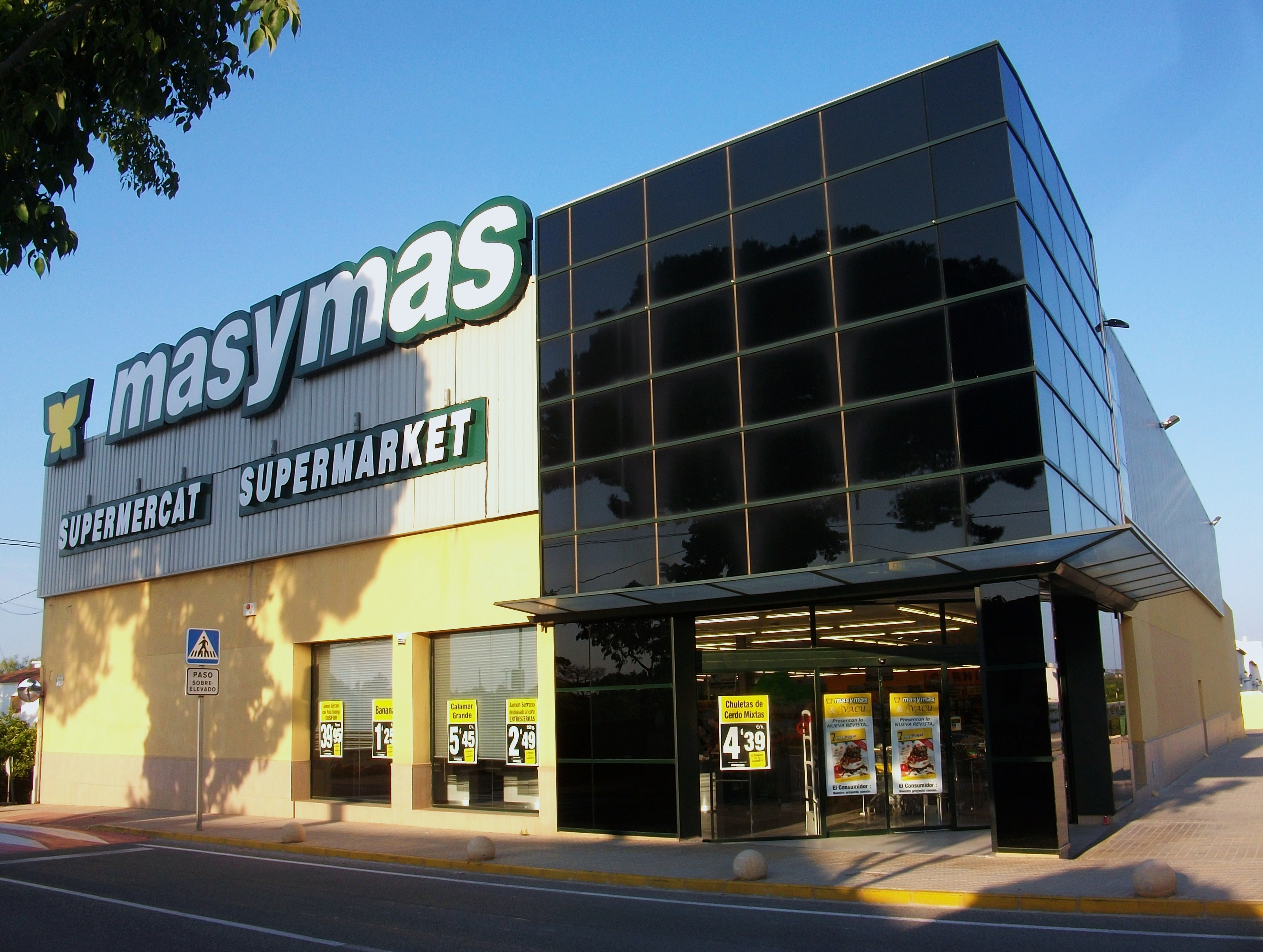
Supermercado Masymas en La Jara, Denia, Alicante

Su comienzo se remonta a 1932, cuando Luis Rodríguez Fernández y Macrina Cuervo Menéndez abrieron una tienda de alimentación en Oviedo. El establecimiento era una tienda al uso en la época, surtida de comestibles que ya destacaban por su calidad. La tienda marchaba bien y los promotores del negocio decidieron dar un nuevo giro a su actividad, creando en 1965 un almacén de distribución al por mayor bajo el nombre de Almacén de Coloniales Luis Rodríguez. 
En 1981 la empresa se trasladó al Polígono Industrial de Asipo, en Llanera, pasó a denominarse Hijos de Luis Rodríguez S.A. y a ser administrada por los hijos de los fundadores, Gerardo y Juan Rodríguez Cuervo. En 1992 la empresa, hasta entonces dedicada a la distribución al por mayor, dio un salto importante a la venta al por menor adquiriendo la cadena de supermercados Los Tulipanes, tomando el nombre comercial mantenido hasta el momento: Masymas supermercados.
Hoy en día la empresa se encuentra en manos de la tercera generación. Eva Rodríguez, nieta del fundador, es la actual Consejera Delegada de Hijos de Luis Rodríguez S.A.
En 1992 Hijos de Luis Rodríguez S.A., empresa entonces dedicada a la distribución al por mayor, adquiere la cadena de supermercados Los Tulipanes, que pasa a tomar el nombre comercial mantenido hasta el momento, supermercados Masymas, y comienza su andadura en la venta al por menor.
JUAN FORNÉS FORNÉS S.A.
Juan Fornés Fornés se dedicaba a la venta al por mayor de mercancías en poblaciones de la Marina Alta (Alicante), sobre todo en las más cercanas a su Pedreguer natal. Con el paso de los años, los hijos crecieron y fueron adquiriendo responsabilidades en el seno de la empresa. Uno de ellos, José Juan Fornés Artigues –que es el actual director general-, decidió en 1981 cambiar el modelo de negocio y abrir el primer supermercado, también en Pedreguer.
LUIS PIÑA S.A.
Por su parte, la rama andaluza se remonta al año 1962 cuando su fundador, Luis Piña Núñez, montó su primer pequeño almacén de ultramarinos en la ciudad de Andújar (Jaén). En 1986 abrió el primer supermercado Masymas.
En 1999 la Dirección de la empresa pasó a los hijos del fundador: Luis Miguel, Alberto y Gustavo Piña León. 